# Cinemateca de Tel-Aviv
La Cinemateca de Tel-Aviv o bé Centre de Cinema Doron (en hebreu: סינמטק תל אביב) és un arxiu de cinema i cinemateca, que va obrir les portes a la ciutat de Tel-Aviv, a Israel el 12 de maig de 1973. La Cinemateca, situada al carrer HaArba'a 2, compta amb cinc sales de cinema. També compta amb un espai per veure pel·lícules dels seus arxius importants. La Cinemateca projecta pel·lícules israelianes i estrangeres, i produccions de l'empresa privada per ajudar a donar suport a la indústria. De vegades es duen a terme proves de projecció per a les noves pel·lícules israelianes.